# Боливија на Летњим олимпијским играма 2008.
Боливија је на Летњим олимпијским играма учествовала дванаести пут. На Олимпијским играма 2008., у Пекингу, у Кини учествовала је са седам учесника (четири мушкараца и три жене), који су се такмичили у седам дисциплина пет индивидуалних спортова.
Заставу Боливије на свечаном отварању Олимпијских игара 2008. носио је стрелац César Menacho, који је био и најстарији учесник у репрезентацији са 43 године и 300 дана. Најмлађи је био пливач Мигуел Наваро са 26 год. и 211 дана.
Боливија на овим играма није освојила ниједну медаљу, па се и даље налази у групи земаља које нису освајале олимпијске медаље.

## Учесници по дисциплинама
| Спорт         | Мушкарци | Жене | Укупно |
| ------------- | -------- | ---- | ------ |
| Атлетика      | 1        | 1    | 2      |
| Бициклизам    | 1        | 0    | 1      |
| Дизање тегова | 0        | 1    | 1      |
| Пливање       | 1        | 1    | 2      |
| Стрељаштво    | 1        | 0    | 1      |
| Укупно(5)     | 4        | 3    | 7      |

## Резултати по дисциплинама

### Атлетика

#### Мушкарци
| Атлетичар         | Дисциплина | Лични рекорд | Група    | Група     | Четвртфинале     | Четвртфинале     | Полуфинале       | Полуфинале       | Финале           | Финале  | Детаљи |
| Атлетичар         | Дисциплина | Лични рекорд | Резултат | Место     | Резултат         | Место            | Резултат         | Место            | Резултат         | Место   | Детаљи |
| ----------------- | ---------- | ------------ | -------- | --------- | ---------------- | ---------------- | ---------------- | ---------------- | ---------------- | ------- | ------ |
| Fadrique Iglesias | 800 м      | 1:48,16 НР   | 1:50,57  | 7 у гр. 6 | Није се пласирао | Није се пласирао | Није се пласирао | Није се пласирао | Није се пласирао | 53 / 62 |        |

### Жене
| Атлетичарка    | Дисциплина | Лични рекорд | Група    | Група | Четвртфинале | Четвртфинале | Полуфинале | Полуфинале | Финале   | Финале  | Детаљи |
| Атлетичарка    | Дисциплина | Лични рекорд | Резултат | Место | Резултат     | Место        | Резултат   | Место      | Резултат | Место   | Детаљи |
| -------------- | ---------- | ------------ | -------- | ----- | ------------ | ------------ | ---------- | ---------- | -------- | ------- | ------ |
| Sonia Calizaya | Маратон    | 2:45:05 НР   |          |       |              |              |            |            | 2:45:53  | 59 / 82 |        |

### Бициклизам

#### Мушкарци
| Бициклиста      | Дисциплина   | Време (заостатак) | Пласман           | Детаљи |
| --------------- | ------------ | ----------------- | ----------------- | ------ |
| Хорасио Гаљардо | Друмска трка | Није завршио трку | Није завршио трку |        |

### Дизање тегова

#### Жене
| Атлетичари               | Дисциплина | Трзај    | Трзај   | Избачај  | Избачај | Укупно | Пласман | Детаљи |
| Атлетичари               | Дисциплина | Резултат | Пласман | Резултат | Пласман | Укупно | Пласман | Детаљи |
| ------------------------ | ---------- | -------- | ------- | -------- | ------- | ------ | ------- | ------ |
| Марија Тереза Монестарио | -63 кг     | 63       | 18      | 78       | 17      | 141    | 17 /20  |        |

### Пливање

#### Мушкарци
| Пливач        | Дисциплина     | Група | Група     | Полуфинале       | Полуфинале       | Финале           | Финале  | Детаљи |
| Пливач        | Дисциплина     | Време | Пласман   | Време            | Пласман          | Време            | Пласман | Детаљи |
| ------------- | -------------- | ----- | --------- | ---------------- | ---------------- | ---------------- | ------- | ------ |
| Мигуел Наваро | 100 м слободно | 56,96 | 2 у гр. 1 | Није се пласирао | Није се пласирао | Није се пласирао | 63 / 64 |        |

#### Жене
| Пливач          | Дисциплина    | Група | Група     | Полуфинале        | Полуфинале        | Финале            | Финале  | Детаљи |
| Пливач          | Дисциплина    | Време | Пласман   | Време             | Пласман           | Време             | Пласман | Детаљи |
| --------------- | ------------- | ----- | --------- | ----------------- | ----------------- | ----------------- | ------- | ------ |
| Катерине Морено | 50 м слободно | 29,05 | 4 у гр. 4 | Није се пласирала | Није се пласирала | Није се пласирала | 64 / 90 |        |

### Стрељаштво

#### Мушкарци
| Стрелац       | Дисциплина | Квалификација                | Квалификација | Финале           | Финале           | Плаасман | Детаљи |
| Стрелац       | Дисциплина | Резултат                     | Пласман       | Резултат         | Укупно           | Плаасман | Детаљи |
| ------------- | ---------- | ---------------------------- | ------------- | ---------------- | ---------------- | -------- | ------ |
| César Menacho | Трап       | 106 (24 + 22 + 21 + 18 + 21) | 34            | Није се пласирао | Није се пласирао | 34 / 35  |        |